# (36982) 2000 SX336
2000 SX336 (asteroide 36982) é um asteroide da cintura principal. Possui uma excentricidade de 0.13620760 e uma inclinação de 12.41806º.
Este asteroide foi descoberto no dia 26 de setembro de 2000 por NEAT em Haleakala.